# دهستان ازومدل شمالی
دهستان ازومدل شمالی یکی از دهستان‌های استان آذربایجان است که در بخش مرکزی شهرستان ورزقان واقع شده‌است.